# Valdoule
Valdoule est, depuis le 1er juillet 2017, une commune nouvelle française située dans le département des Hautes-Alpes en région Provence-Alpes-Côte d'Azur.
Elle regroupe les communes de Bruis, de Montmorin et de Sainte-Marie qui deviennent des communes déléguées, le 1er juillet 2017. Son chef-lieu est fixé à Bruis.

## Géographie

### Localisation
La commune de Valdoule est située dans la région naturelle des Baronnies, dans le département des Hautes-Alpes, à l'ouest de Gap, et au nord de Serres. La commune est limitrophe du département de la Drôme, et de la commune de La Charce.
| Saint-Dizier-en-Diois | Valdrôme | Valdrôme |
| La Charce             | Valdoule | Serres   |
| Pommerol              | Rosans   | L'Épine  |

### Hydrographie
La commune est arrosée par l'Oule, rivière de 32,7 km, qui prend sa source à Montmorin, ancienne commune faisant partie de Valdoule, pour se jeter dans l'Eygues, à Rémuzat.

### Voies de communication et transports
La commune est traversée par la route départementale 26 reliant La Charce (Drôme) à L'Épine sur la RD 994.

### Climat
Pour des articles plus généraux, voir Climat de Provence-Alpes-Côte d'Azur et Climat des Hautes-Alpes.
En 2010, le climat de la commune est de type climat méditerranéen altéré, selon une étude du Centre national de la recherche scientifique s'appuyant sur une série de données couvrant la période 1971-2000. En 2020, Météo-France publie une typologie des climats de la France métropolitaine dans laquelle la commune est exposée à un climat de montagne ou de marges de montagne et est dans la région climatique Alpes du sud, caractérisée par une pluviométrie annuelle de 850 à 1 000 mm, minimale en été.
Pour la période 1971-2000, la température annuelle moyenne est de 10,3 °C, avec une amplitude thermique annuelle de 17,3 °C. Le cumul annuel moyen de précipitations est de 982 mm, avec 7,9 jours de précipitations en janvier et 5 jours en juillet. Pour la période 1991-2020, la température moyenne annuelle observée sur la station météorologique de Météo-France la plus proche, « Valdrôme », sur la commune de Valdrôme à 6 km à vol d'oiseau, est de 10,1 °C et le cumul annuel moyen de précipitations est de 1 065,5 mm. 
La température maximale relevée sur cette station est de 39,4 °C, atteinte le 23 août 2023 ; la température minimale est de −23 °C, atteinte le 6 janvier 1985,,.
Les paramètres climatiques de la commune ont été estimés pour le milieu du siècle (2041-2070) selon différents scénarios d'émission de gaz à effet de serre à partir des nouvelles projections climatiques de référence DRIAS-2020. Ils sont consultables sur un site dédié publié par Météo-France en novembre 2022.

## Urbanisme

### Typologie
Au 1er janvier 2024, Valdoule est catégorisée commune rurale à habitat très dispersé, selon la nouvelle grille communale de densité à 7 niveaux définie par l'Insee en 2022.
Elle est située hors unité urbaine et hors attraction des villes,.

## Toponymie
- Vallée de la rivière l'Oule.

## Histoire
Il convient de se reporter aux articles consacrés aux anciennes communes fusionnées.

## Politique et administration

### Communes déléguées
| Nom           | Code Insee | Intercommunalité        | Superficie (km2) | Population (dernière pop. légale) | Densité (hab./km2) |
| ------------- | ---------- | ----------------------- | ---------------- | --------------------------------- | ------------------ |
| Bruis (siège) | 05024      | CC du Sisteronais-Buëch | 25,15            | 77 (2015)                         | 3,1                |
| Montmorin     | 05088      | CC Sisteronais-Buëch    | 25,86            | 90 (2015)                         | 3,5                |
| Sainte-Marie  | 05150      | CC Sisteronais-Buëch    | 7,50             | 40 (2015)                         | 5,3                |

### Liste des maires
| Période      | Période  | Identité       | Étiquette | Qualité                              |
| ------------ | -------- | -------------- | --------- | ------------------------------------ |
| juillet 2017 | En cours | Gérard Tenoux, |           | Agriculteur sur moyenne exploitation |

## Population et société

### Démographie
L'évolution du nombre d'habitants est connue à travers les recensements de la population effectués dans la commune depuis sa création.

En 2022, la commune comptait 209 habitants, en évolution de −1,42 % par rapport à 2016 (Hautes-Alpes : +0,4 %, France hors Mayotte : +2,11 %).
| 2015 | 2020 | 2022 |
| ---- | ---- | ---- |
| 207  | 218  | 209  |

## Économie
Il convient de se reporter aux articles consacrés aux anciennes communes fusionnées.

## Culture locale et patrimoine

### Lieux et monuments
- Chapelle Notre-Dame-de-la-Paix de Montmorin.
- Église de l'Annonciation de Sainte-Marie.
- Église Saint-Arnoul de Montmorin.

#### à Bruis
- Tablette de marbre blanc : la pierre de Bruis (inscript. Chrétienne 538 ap. J.-C.) Pierre tombale chrétienne se trouvant à l'église de Bruis, c'est la plus ancienne trace de présence chrétienne retrouvée sur les Hautes-Alpes : [in] PACE BONAE MEMORIA [vix] I ANNIS QVINQVAGINTA [i] OHANNE VCC IND. SECUNDA : D’heureuse mémoire, Ici repose [en] paix [qui vécut] cinquante ans sous l’administration de Jean, durant la deuxième année de l’induction / (l’induction est une période de quinze ans, instituée par Constantin pour la levée des impôts à partir de 313).
- Donjon du XIIe siècle : cette tour construite en pierres plates posées sur leur lit le plus large, tourne ses quatre faces vers les points cardinaux ; elle  assura longtemps la protection du village primitif de Bruis, situé à son pied.
- Château du XVIIe siècle : érigé en 1669, le petit château de Bruis n’est guère signalé à l’attention du voyageur que par la présence d’une tour circulaire à l’angle nord-ouest. Hors cette particularité, il développe un simple corps de logis à étage sur lequel ont été greffées deux ailes de bâtiments communs, la cour étant fermée par un mur en retour qui clôt l’univers castral. De façon significative, il succède, en tant qu’édifice symbolique du pouvoir local, à la tour quadrangulaire du XIIe siècle dressée sur la colline voisine ; construite en pierres plates posées sur leur lit le plus large, cette dernière assura longtemps la protection du village primitif de Bruis situé à son pied. Avec l’éclosion des Temps modernes, les fortifications s’effacent ainsi au profit de bâtiments qui permettent l’exercice d’une activité agricole assurant au maître des lieux une domination fondée sur la prospérité matérielle et non plus sur les armes.
- Église Saint-Michel de 1683, nouveau clocher bâti en 1905.
- Nouvelle place du village : fête patronale le 15 août.
- Nouvel oratoire de Font Sante (ancienne fontaine dont l’histoire remonte au XIXe siècle), inauguré le 19 juillet 2008 par Jean-Michel di Falco, en présence du maire Gérard Tenoux et du père Joseph-Mary, et dédié à « Notre-Dame des Anges ».

#### à Montmorin
- Le château de Montmorin.

### Personnalités liées à la commune
- L'héroïne dauphinoise Philis La Tour du Pin de la Charce est née à Montmorin en 1645. Libératrice du Dauphiné.
- Pierre de Bruys (ou de Bruis, Petrus Brusius), né à Bruis, hérésiarque français brûlé en 1139 à Saint-Gilles du Gard, sur un bûcher de croix.
- Gérard Denizeau, écrivain.